# Fahrhof
Fahrhof è una frazione del comune svizzero di Neunforn, nel Canton Turgovia (distretto di Frauenfeld).

## Storia

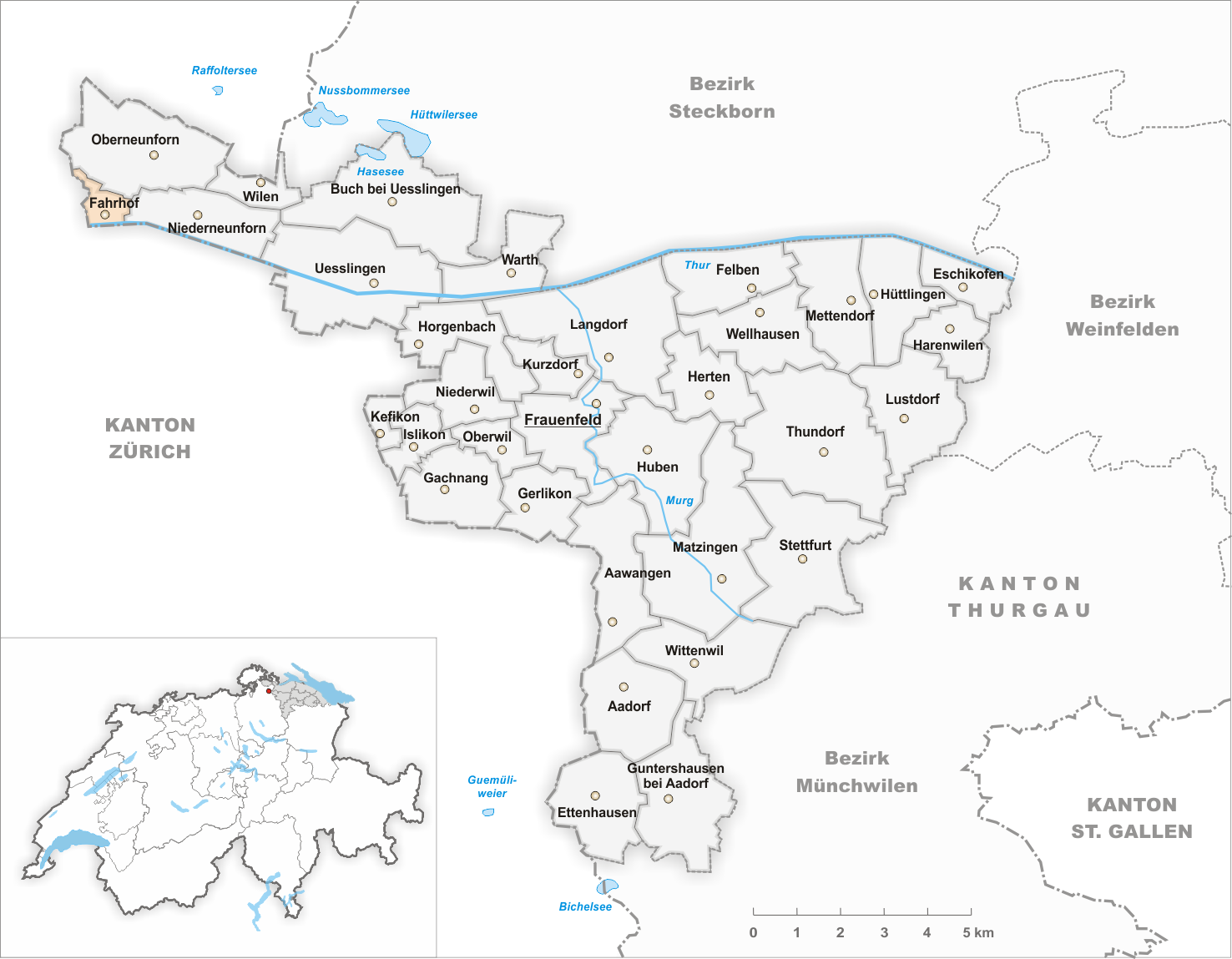
Il territorio del comune di Fahrhof prima degli accorpamenti comunali del 1870

Già comune autonomo (Ortsgemeinde) istituito nel 1843 per scorporo dal comune di Oberneunforn, nel 1870 è stato riaccorpato a Oberneunforn, il quale a sua volta nel 1996 è stato aggregato agli altri comuni soppressi di Niederneunforn e Wilen bei Neunforn per formare il nuovo comune di Neunforn.

## Monumenti e luoghi di interesse

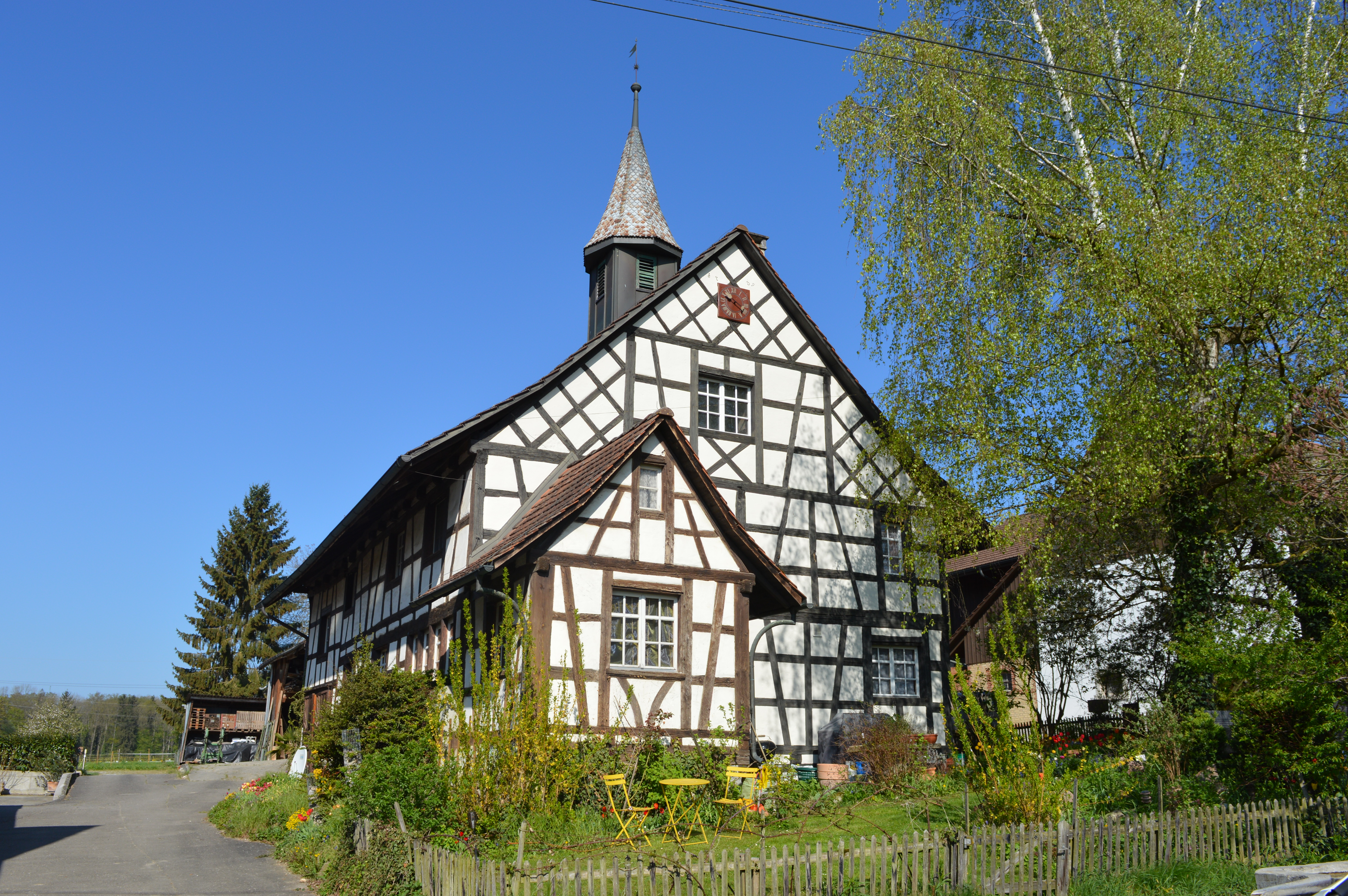
L'antica scuola

- Antica scuola, attiva fino al 1776/1779[1].

## Società

### Evoluzione demografica
L'evoluzione demografica è riportata nella seguente tabella:
Abitanti censiti

## Amministrazione
Ogni famiglia originaria del luogo fa parte del cosiddetto comune patriziale e ha la responsabilità della manutenzione di ogni bene ricadente all'interno dei confini della frazione.